# Épernay

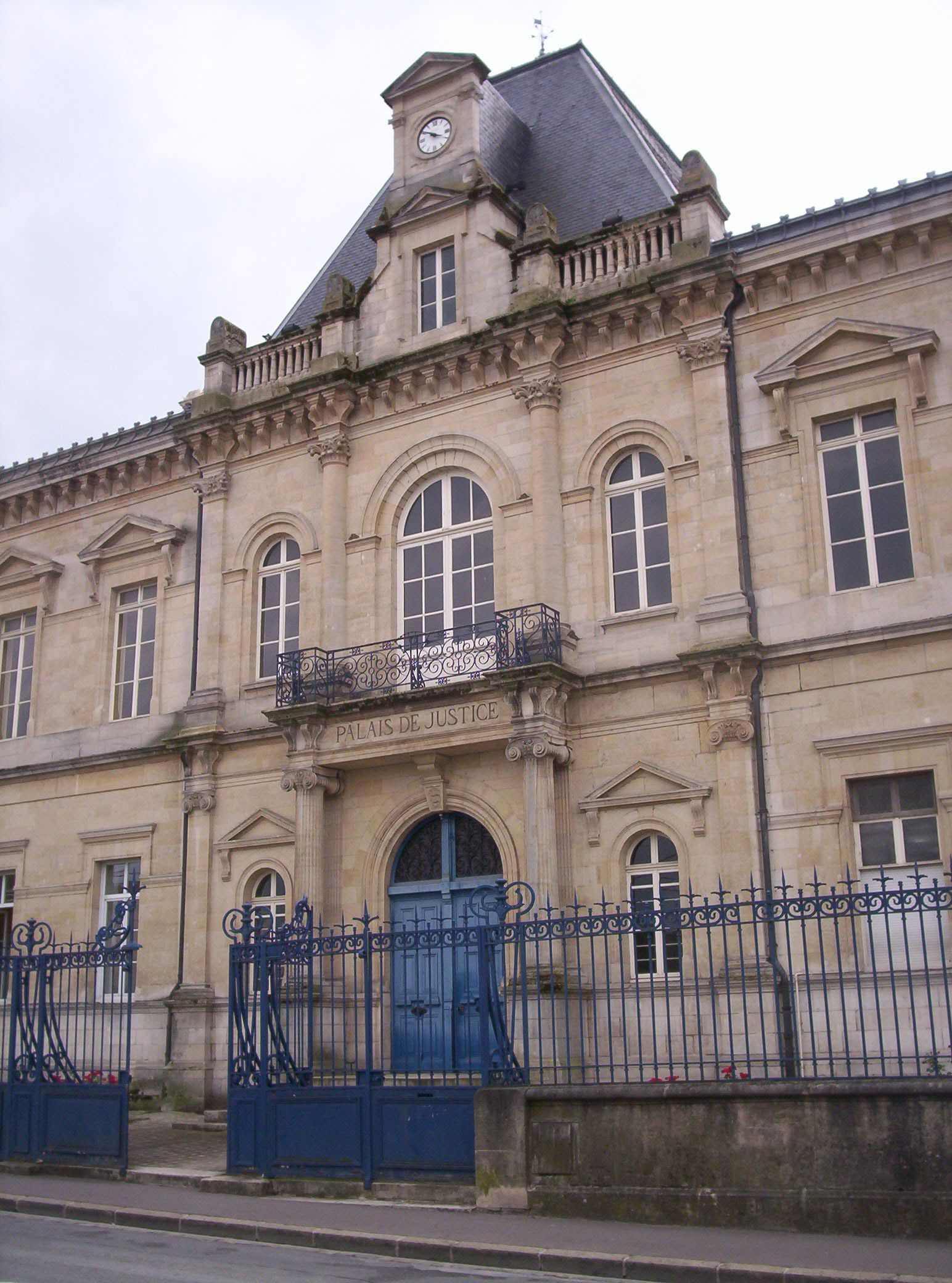
Domstolen

Épernay är en stad och kommun i regionen Grand Est (tidigare regionen Champagne-Ardenne) i nordöstra Frankrike, 140 km öster om Paris, med 22 022 invånare (2022). I Épernay ligger några av de största champagnemärkena såsom Moët & Chandon, Pol Roger och Eugène Mercier. De större märkena ligger samlade på den stora gatan Avenue de Champagne.
Sevärt i Épernay är 'des caves de champagne', de tunnlar under marken där champagneflaskorna lagras. Under Avenue de Champagne ligger cirka 300 miljoner flaskor av olika märken.

## Befolkningsutveckling
Antalet invånare i kommunen Épernay
| Referens: INSEE |

## Galleri

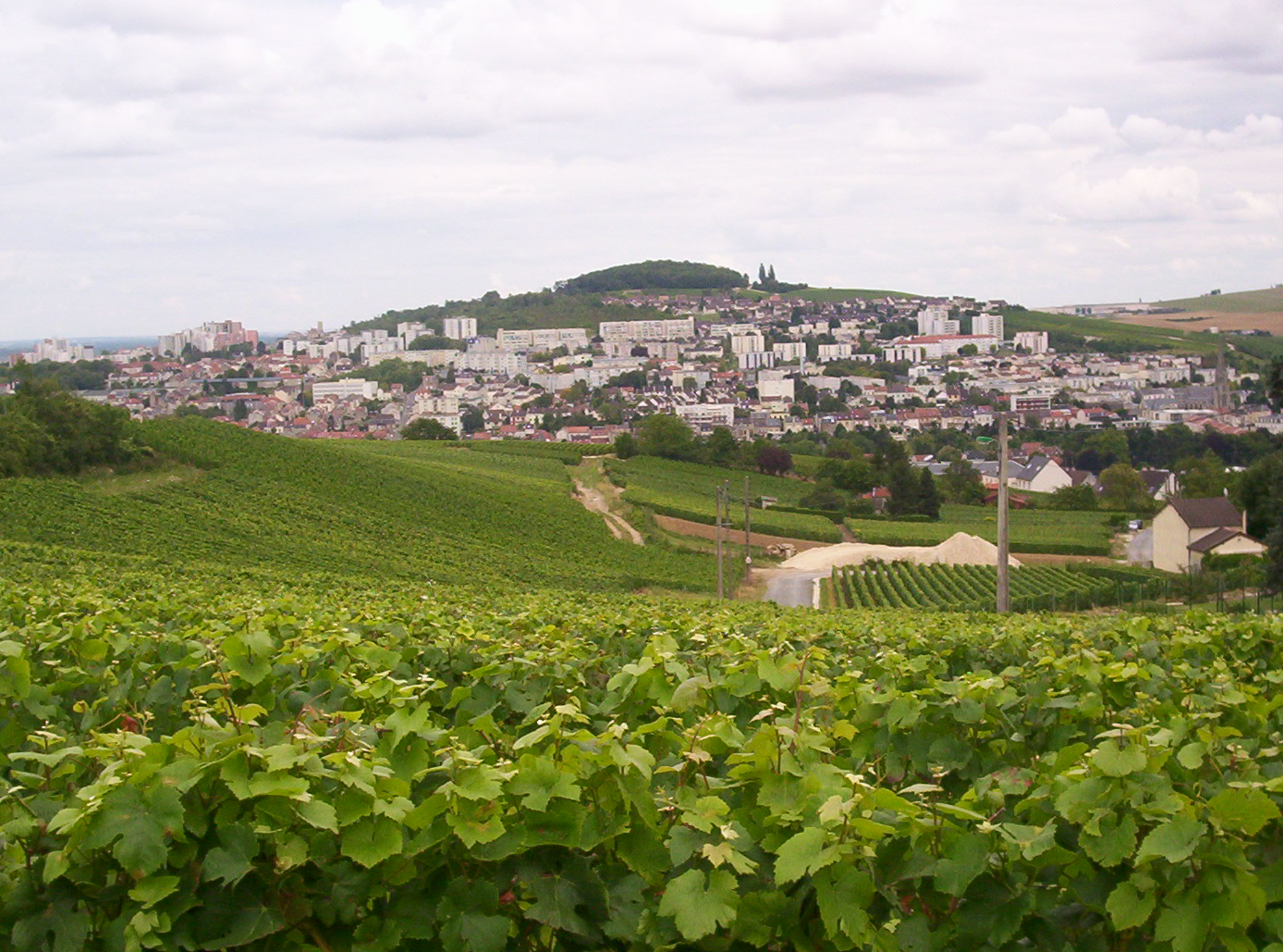
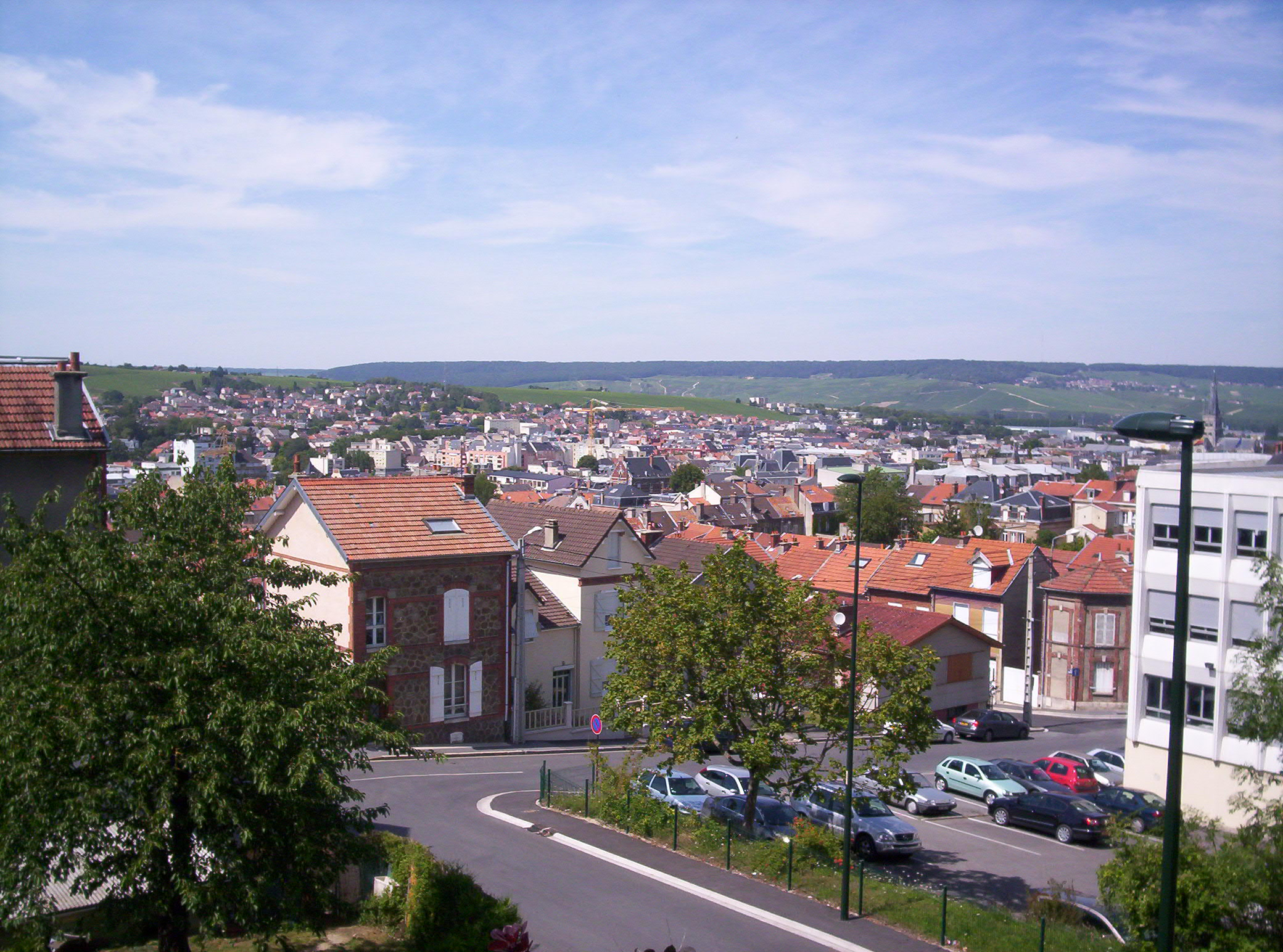
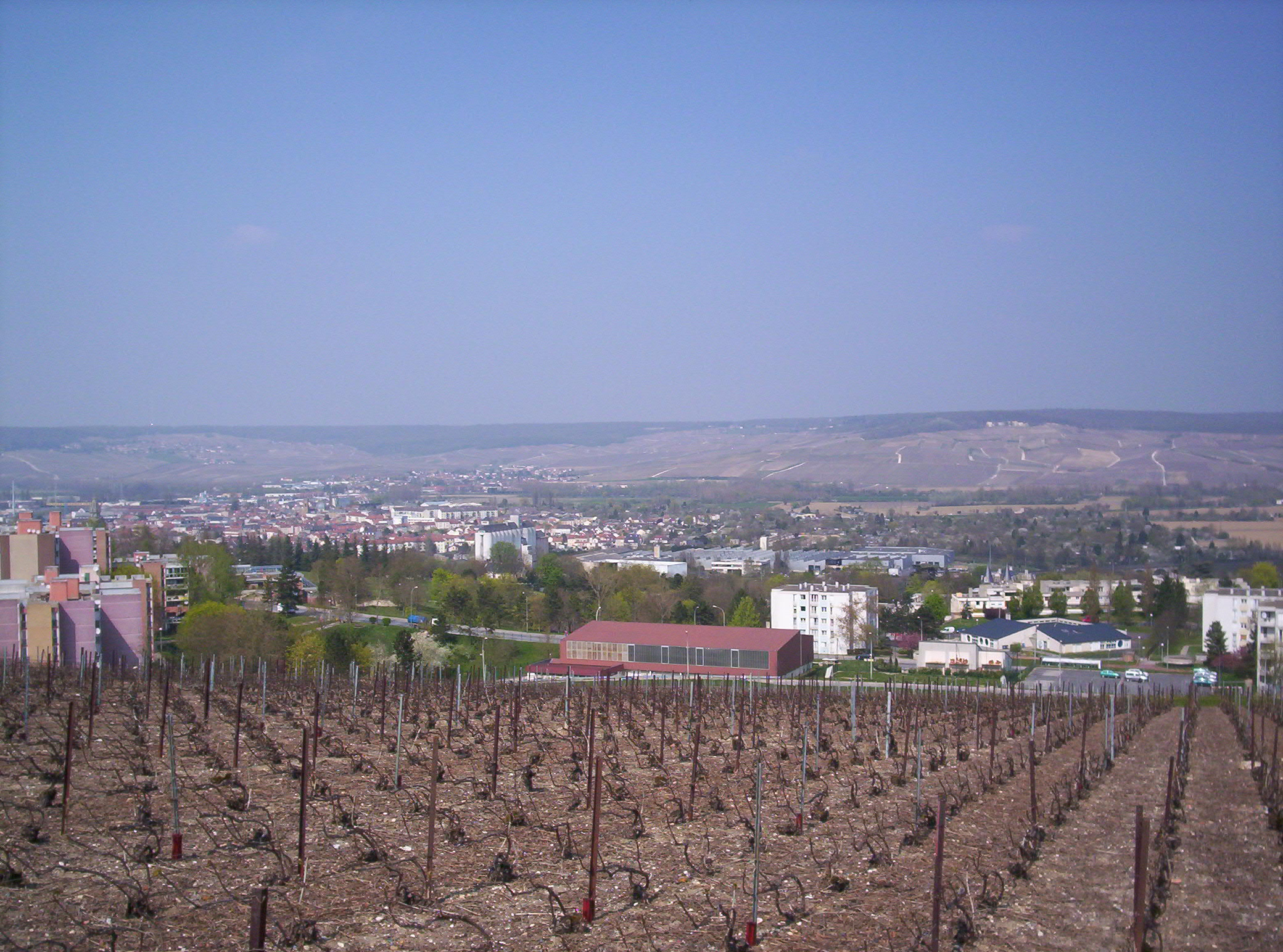
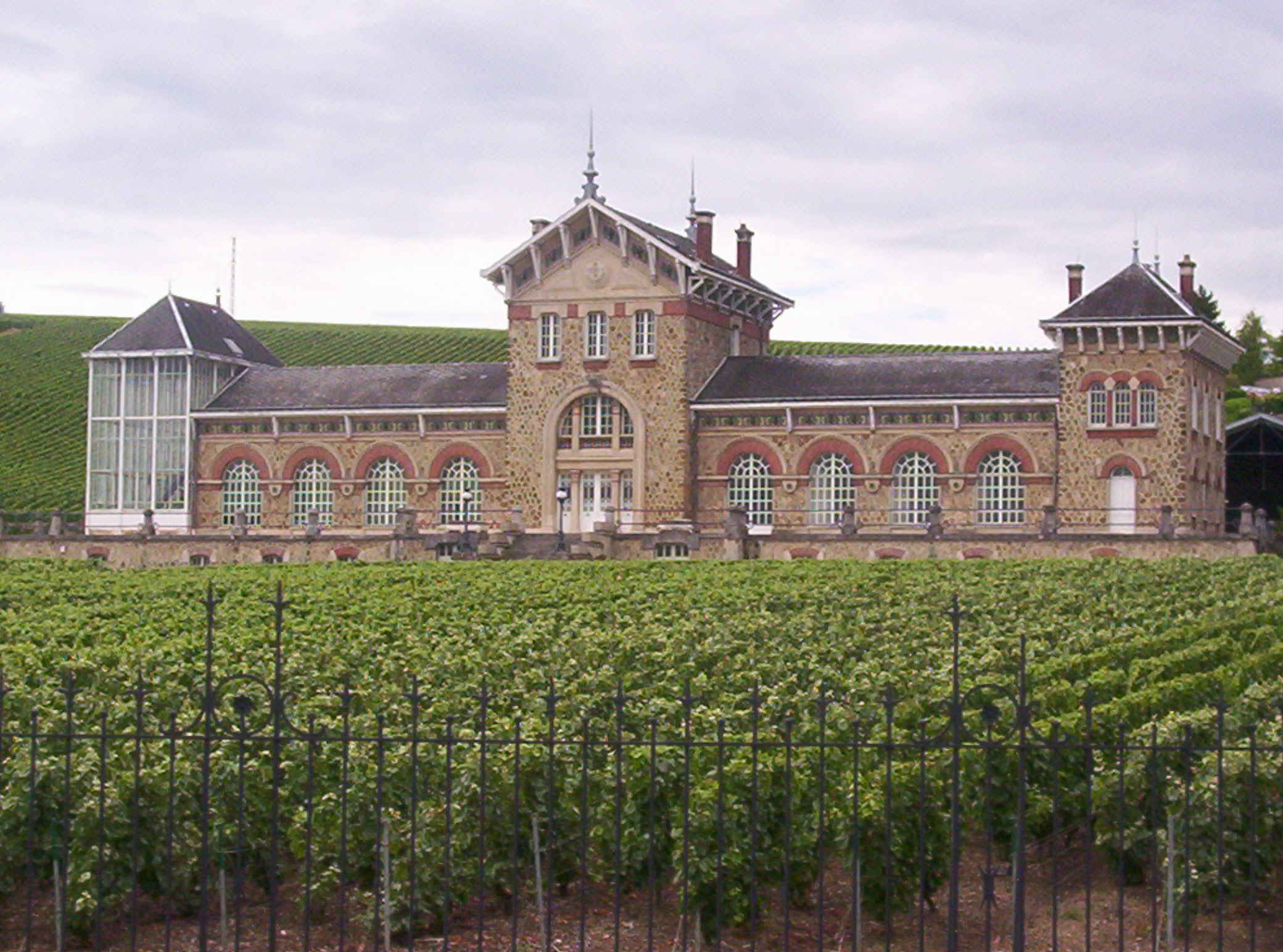
Fort Chabrol
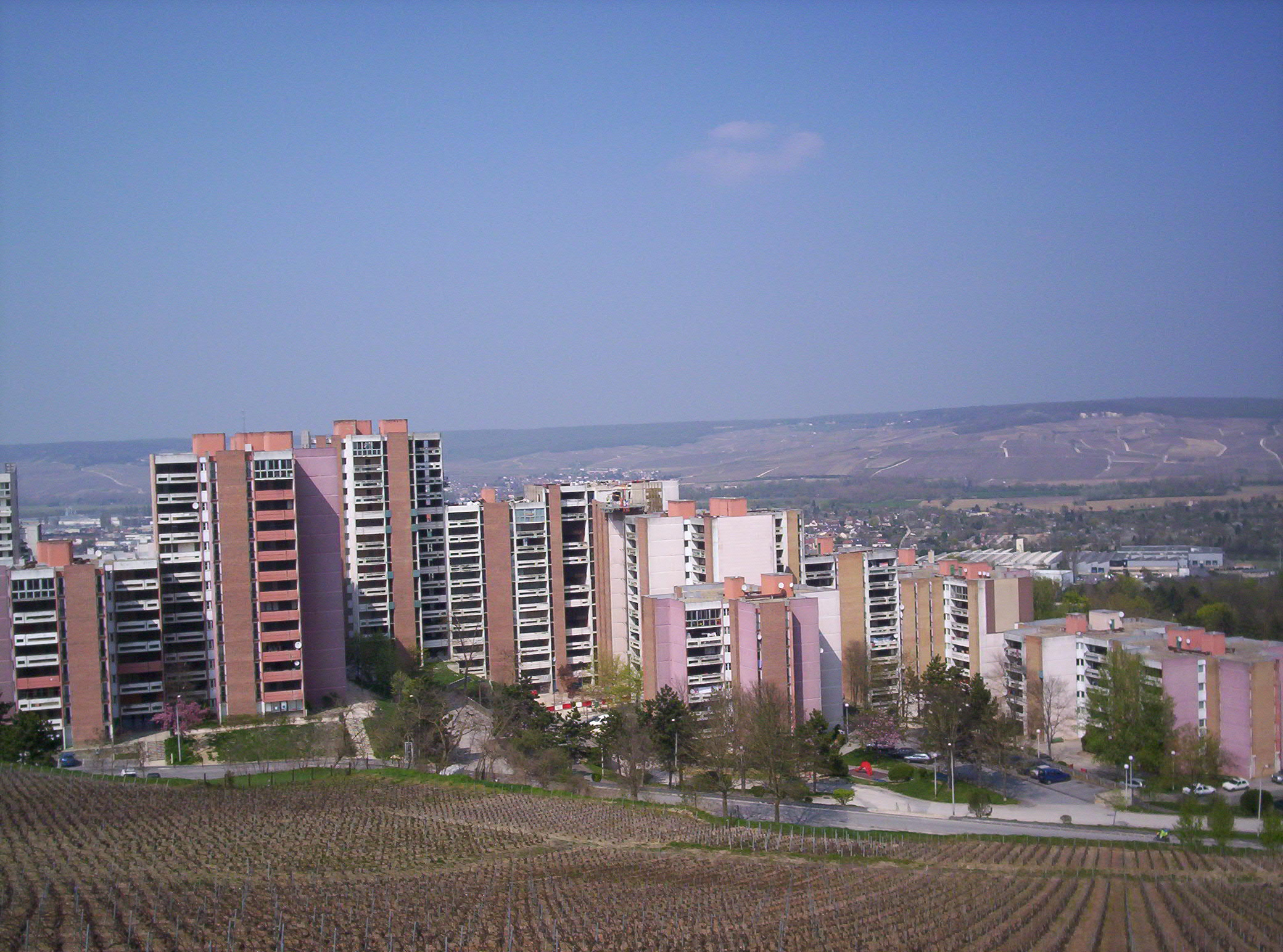
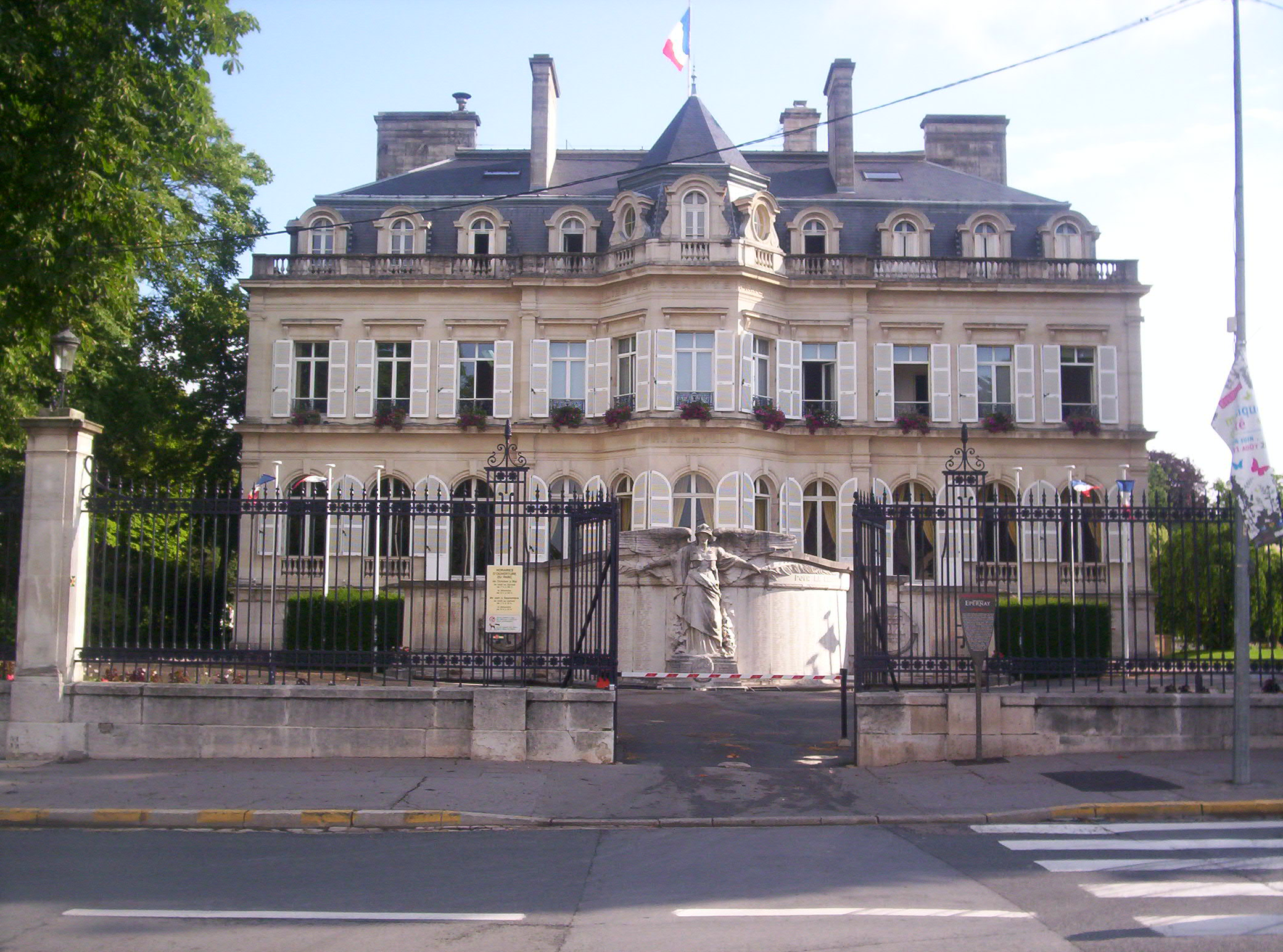
Kommunhuset